# الغارة الجوية الروسية على كفر تخاريم 2020
وقعت الغارة الجوية على كفر تخاريم عام 2020 عندما استهدف الطيران الروسي معسكر تدريب تديره فيلق الشام التابعة للمعارضة السورية التي تدعمها تركيا بالقرب من بلدة كفر تخاريم الواقعة على بعد حوالي 10 كيلومترات من الحدود التركية. وفي وقت الهجوم، كان المخيم يضم ما يقرب من 180 شخصًا على صلة بفيلق الشام، وقد قتلت الغارة الجوية أكثر من 78 من مقاتلي المعارضة وأصابت أكثر من 100.

## الخسائر
نشر مصدر مقرب من الحكومة السورية «المصدر نيوز»، أنباء لم يتم التحقق منها، ادعت أن حصيلة قتلى الغارة تقدر بنحو 200 قتيل وجريح في صفوف فيلق الشام.
وبحسب المرصد السوري لحقوق الانسان، فإن الموقع المستهدف هو معسكر تدريب وقع قصفه بينما كان فيه عشرات المقاتلين الذين كان يتم تدريبيهم قبل نقلهم لأذربيجان. رسميًا، لم تعلق وزارة الدفاع الروسية بعد على دورها في الحادث.
كان هذا هو أسوأ خرق منذ وقف إطلاق النار الروسي التركي الذي أنهى هجوم شمال غرب سوريا في مارس 2020، ووصف مدير المرصد السوري لحقوق الإنسان رامي عبد الرحمن الهجوم بأنه أعنف هجوم على فيلق الشام منذ منذ تدخل روسيا العسكري عام 2015.

## الرد
شنت فصائل المعارضة السوريين هجومًا صاروخيًا مكثفًا على مواقع للجيش العربي السوري في 27 أكتوبر 2020، ما أدى إلى مقتل 15 جنديًا. قتل مقاتل من المعارضة في قصف مضاد. في اليوم التالي، قُتل جندي سوري آخر بينما واصلت قوات المعارضة قصف مواقع الجيش العربي السوري في محافظة إدلب.

## تكهنات حول الأساس المنطقي وراء الهجوم
وبحسب مراقبين دوليين، فإن الهجوم الروسي الذي استهدف فيلق الشام كان «رسالة» لتركيا. لقد قال مدير معهد الشرق الأوسط في الولايات المتحدة تشارلز ليستر لقناة الجزيرة أنه ونظرًا لأن الميليشيا كانت أقرب وكيل لتركيا في محافظة إدلب، فإن هذا «لم يكن هجومًا روسيًا على المعارضة السورية بقدر ما كان هجومًا مباشرًا ورسالة إلى تركيا». وأضاف أنه من الممكن أن تكون الجغرافيا السياسية قد دفعت روسيا إلى الضربات، مشيرًا إلى نشر تركيا لمسلحين سوريين في ليبيا وإلى منطقة حرب مرتفعات قرة باغ 2020.

## ردود الأفعال
في 27 أكتوبر 2020، انتقد المبعوث الأمريكي الخاص لسوريا جيمس جيفري الهجوم الروسي واتهم «نظام الأسد وحلفائه الروس والإيرانيين بتهديد استقرار المنطقة المحيطة، من خلال مواصلة سعيهم لتحقيق نصر عسكري» وذكر أيضًا أن «الهجوم كان تصعيدًا خطيرًا من قبل حكومة الأسد وانتهاكًا واضحًا لاتفاق وقف إطلاق النار في إدلب 5 مارس».
أصدرت الجبهة الوطنية للتحرير بيانًا أعلنت فيه مقتل «عدد كبير» من مقاتليها بضربات روسية وقالت أنها لن تتردد في الرد. كما ندد المتحدث باسم الجبهة، سيف رعد، بـ«استمرار انتهاك الطيران الروسي وقوات النظام للصفقة التركية الروسية في استهداف مواقع وقرى وبلدات عسكرية».
وفي 28 أكتوبر 2020، ندد الرئيس التركي رجب طيب أردوغان، في خطاب برلماني في أنقرة، بالهجوم على موقعٍ للجيش السوري الحر المدعوم من تركيا، قائلًا إن هجوم روسيا يشير إلى عدم استعدادها لتحقيق سلام دائم في المنطقة.